# 국민자본
국민자본(國民資本)은 국민대차대조표가 지니는 개념으로 자산측에 금융자산 및 금융부채가 소거되어 고정자산, 재고품 및 대외 순채권만이 남는 경우를 말한다. 이때, 부채측에는 국민자원이 남는다. 국부에 상당하는 것으로 생각할 수 있다. 